# Chilliwack
Chilliwack è una città della Columbia Britannica, in Canada, nel distretto regionale di Fraser Valley.